# 13931 Tonydenault
13931 Tonydenault è un asteroide della fascia principale. Scoperto nel 1988, presenta un'orbita caratterizzata da un semiasse maggiore pari a 2,755037 UA e da un'eccentricità di 0,144007, inclinata di 17,091673° rispetto all'eclittica. Ha un diametro di 10,417 km.